# Албер II (Белгия)
Вижте пояснителната страница за други личности с името Албер.
Албер II, пълно име Албер Феликс Юмбер Теодор Кристиан Йожен Мари (на френски: Albert Félix Humbert Théodore Christian Eugène Marie), е 6-ият крал на белгийците. Има звание генерал-лейтенант и вицеадмирал във ВС на Белгия.

## Биография
С раждането си получава новосъздадената титла принц на Лиеж. Той е 2-рият син на крал Леополд III и брат на крал Бодуен I, когото наследява след смъртта му през юли 1993 г.
Детството му е белязано от смъртта при злополука на майка му Астрид Шведска и от Втората световна война (на 6 юни 1944 г., на 10-ия му рожден ден, започва десантът в Нормандия). Белгийското кралско семейство е отведено в Германия, после в Австрия, където е освободено от американските войски на 7 юни 1945 г. Започналата политическа и династична криза ги принуждава да останат в Швейцария до юли 1950 г. На 17 юли 1951 г. по-големият му брат принц Бодуен става крал на белгийците след абдикацията на техния баща Леополд III.
Албер учи в частното училище Institut Le Rosey, завършва военноморското училище в Брюге.
От 1959 г. Албер е женен за Паола Руфо ди Калабрия. Те имат три деца. Скулпторката Делфин Боел претендира да е извънбрачна дъщеря на Албер ІІ, но съдът отсъжда, че нейното твърдение е неоснователно, през март 2017 г.
Принц Албер заема обществени длъжности при управлението на брат му крал Бодуен. През 1958 г. става председател на Червения кръст на Белгия, а през 1962 г. – почетен председател на Белгийската служба за външна търговия. В това качество участва в многобройни икономически делегации по целия свят. Председател е на Белгийския олимпийски комитет, член е на Международния олимпийски комитет в периода 1958 – 1964 г. Председател е на Междуфедеративния комитет и член на Сената на белгийския парламент.
След смъртта на брат му крал Бодуен, не оставил наследници, Албер полага клетва и става 6-ия крал на белгийците на 9 август 1993 г. Още в самото начало на царуването му Белгия става федерална държава, чиято нова конституция подписва на 17 февруари 1994 г.
На 3 юли 2013 г. Албер обявява, че ще абдикира в полза на сина си Филип на 21 юли същата година – в деня на националния празник на страната, обосновавайки се с преклонната си възраст и здравословни проблеми. Така той става първия белгийски крал, който доброволно напуска властта. На 21 юли 2013 г. след тържествена меса Албер II подписва акт за отричането си от престола в полза на сина си Филип, като запазва титлата крал.

## Деца
Албер и Паола Руфо ди Калабрия имат децата:
- Филип (* 1960)
- Астрид (* 1962)
- Лоран (* 1963)